# Petojärvi
Petojärvi är en sjö i kommunen Äänekoski i landskapet Mellersta Finland i Finland. Den är 9 meter djup. Arean är 35 hektar och strandlinjen är 3,41 kilometer lång. Sjön  ingår i Kymmene älvs huvudavrinningsområde.   Den ligger omkring 49 kilometer norr om Jyväskylä och omkring 280 kilometer norr om Helsingfors. 